# Silance
Silance, de son vrai nom Stéphanie Gulizia, née en 1994 à Lausanne, est une rappeuse et chanteuse suisse. Son style musical combine rap et pop.
Elle débute sur scène en 2018  à la Cave du Bleu Lézard à Lausanne et intègre en 2020 la Gustav Academy. Elle rejoint le label Two Gentlemen, collaborant avec le producteur Yvan Peacemaker. 
Silance sort son premier album Nouveau genre en 2023 explorant un style hors du cadre du rap abordant des thèmes LGBTQ+.

## Biographie

### Origines et enfance
Silance, de son vrai nom Stéphanie Gulizia, naît en 1994 à Lausanne. Elle évolue dans un environnement marqué par la musique, découvrant dès son enfance des styles variés tels que la techno, la transe et la variété italienne, souvent écoutés en famille lors de voyages en Sicile.
Son expression de genre androgyne lui vaut d'être harcelée à l'école et de développer de la phobie sociale, au point d'avoir des épisodes d'agoraphobie. Ces difficultés l'incitent à se tourner vers l'écriture dès l'adolescence, qu'elle utilise comme principal moyen d'expression. Ses poèmes, qu'elle adapte progressivement en performances de slam, lui permettent de surmonter ces épreuves tout en établissant un lien avec les autres.

### Parcours professionnel
Elle commence un apprentissage de coiffeuse, sans l'achever, puis enchaîne les petits boulots.

### Parcours artistique
En 2018, Silance monte sur scène pour la première fois en présentant un slam lors d'une scène ouverte à la Cave du Bleu Lézard à Lausanne. La même année, elle remporte la finale d’une battle organisée par le festival Les Créatives à Genève. Son pseudonyme est tiré des mots « silence » et « lancer », symbolisant l’idée de briser le silence et de se projeter.
En 2020, elle est sélectionnée par la Gustav Academy, une structure qui accompagne les jeunes talents suisses, malgré une édition perturbée par la pandémie de COVID-19. Elle intègre la même année le label suisse Two Gentlemen, où elle commence sa collaboration avec le producteur Yvan Peacemaker. Grâce à cette collaboration elle sort les EP Buncoeur (2020) et Créature (2021), où Silance développe un style oscillant entre rap et chanson,.
Après sa première tournée en solo en 2022, elle sort en 2023 l'album Nouveau genre, composé de trois titres, dont Besoin de personne, inspiré par le semi-confinement. Son style mêle intimité, universalité et dépasse les cadres traditionnels du rap. Elle se produit en Suisse lors des tournées de la Gustav Academy et en solo. En 2024, elle chante sur la scène du Paléo Festival Nyon.

### Style musical
Silance est une artiste autodidacte. Elle a débuté en expérimentant la création sonore sur un logiciel avant de se tourner vers le clavier, ce qui l’amène à composer l’ensemble des titres de son album.
Elle s’inspire de styles variés tels que l'électro, rock, jazz et pop, avec des influences d’artistes comme Miley Cyrus et Dua Lipa. Pour l’écriture, elle cite Lomepal comme une référence majeure, ainsi que les discours d’Eddy de Pretto et l’approche décomplexée de l’artiste genevoise Mara. Alliant influences du rap old school et écriture introspective, elle aborde des thèmes personnels et sociétaux, cherchant un équilibre entre engagement et accessibilité.
Son album Nouveau genre explore différents styles musicaux tout en remettant en question les normes de genre, les codes binaires et l'hétéronormativité. Il marque une évolution dans sa démarche artistique : Silance y propose des sons plus légers et accessibles, explorant différents styles, du piano de Rockstar aux influences reggaeton de Mélodrame, en passant par la pop électro de Au Revoir et l'alternance chant-rap d'Av. Beauregard.
Ses paroles reflètent son identité rebelle et anticonformiste, ouvertement lesbienne, en abordant des thématiques personnelles et des sujets liés à la communauté LGBTQ+.

### Médiatisation
Elle fait partie en février 2023, aux côtés notamment de Léon Salin, des huit protagonistes enfermés dans un chalet pour une double émission de Temps présent intitulée Guerre des sexes au chalet.

### Vie privée
En 2023, elle vit à Chavannes-près-Renens, dans le canton de Vaud.

## Discographie

### Album
- 2023 : Nouveau genre[5].

### EP
- 2020 : Buncoeur[5].
- 2021 : Créature[5].